# Центар за третман криза
Центар за третман криза је посебни део социјалних агенција и здравствених институција који је организован за краткотрајну хитну помоћ појединцима да се врате у предкризно стање. Услуге ових центара могу се укључивати у превенцију суицида, дистрибуцију хране и обезбеђивања склоништа, саветовање жртава силовања или злостављања, детоксификацију корисника дрога и др.